# سیارک ۲۵۹۱۹
سیارک ۲۵۹۱۹ (به انگلیسی: 25919 Comuniello، نامگذاری:2001DV15)۲۵۹۱۹مین سیارک کشف شده‌است که در ۱۶ فوریه ۲۰۰۱ کشف شد.